# Тильбери
Тильбери (tilberi — несун), или Снаккур (snakkur — веретено) — в исландском фольклоре существо, созданное ведьмой для кражи молока.
Создавать Тильбери и владеть им могут только женщины.

## История
Существо известно только в Восточной Исландии и имеет два именования: тильбери на севере и снаккур на юге и западе. Письменных упоминаний тильбери до XVII столетия не существует, хотя один из авторов упоминает ведьму, наказанную за владение им в 1500 году.
Чтобы создать тильбери, женщина рано утром в Троицын день похищает ребро свежезарытого трупа, оборачивает его в серую шерсть, которую также следует украсть для этой цели (иногда уточняется, что шерсть должна быть сорвана из места между лопаток овцы, принадлежащей вдове, вскоре после стрижки), и хранит между своих грудей. Следующие три воскресенья на причастии она сплевывает освященное вино на сверток, который с каждым разом становится все более живым. Затем она дает ему сосать внутреннюю поверхность своего бедра, отчего на нем вырастает характерная бородавка в форме соска, на которой и висит тильбери.
После этого женщина может посылать тильбери высасывать молоко из чужих коров и овец. Возвращаясь, он кричит под окном маслодельни "Полное брюхо, мамочка!" или "Открывай маслобойку, мамочка!" и срыгивает украденное молоко в её маслобойку Чтобы высосать молоко из вымени животного, он запрыгивает ему на спину и удлиняется, чтоб достать до низа; в некоторых версиях говорится, что он способен спускаться с двух сторон, чтобы обрабатывать два сосца одновременно. Воспалительное отвердение вымени традиционно приписывалось тильбери, и ещё в XIX столетии животных защищали с помощью знаков креста под выменем и над крестцом и возложением Псалтыря на спину. Если перекрестить сбитое из украденного молока масло или нарисовать над ним гальдрастав smjörhnútur (масляный узел), то оно свернется или даже растает и станет пеной.
Иногда тильбери также ворует шерсть, выложенную на просушку после стрижки и промывания; он оборачивается ей и становится похож на огромный движущийся шар.
Если у женщины есть ребёнок, и тильбери удается добраться до её собственной груди, он может засосать её до смерти. Традиционный способ избавления от тильбери заключается в том, чтобы послать его в горы на общее пастбище с приказом собрать экскременты всех ягнят; либо у всех на трех пастбищах, либо сложить их в три кучи. Тильбери либо будет работать до смерти, либо умрет от того, что как зловредное существо не переносит число три. На пастбище останется лежать только человеческая кость.
Тильбери очень быстр, но когда его преследуют, считается, что он бежит домой к своей матери и скрывается под её подолом; тогда её юбку можно связать или зашить, так, чтобы он остался внутри, и сжечь или утопить женщину вместе с её созданием.